# پایگاه هوایی کیداینیای
پایگاه هوایی کیداینیای (به انگلیسی: Kėdainiai (air base)) (به زبان بومی: Kėdainių aerodromas) یک فرودگاه همگانی است که یک باند فرود آسفالت دارد و طول باند آن ۲۰۰۰ متر است. این فرودگاه در کشور لیتوانی قرار دارد و در ارتفاع ۵۲ متری از سطح دریا واقع شده است.